# 阿富汗尼
阿富汗尼（afghani），簡稱阿尼，阿富汗的貨幣。
由於阿富汗戰亂連年，貨幣發行不完全由阿富汗中央銀行（Da Afghanistan Bank）掌握，北方軍閥杜斯塔姆同時發行阿富汗尼，兩者並不等值。阿富汗尼不斷貶值，2002年，一美元可兌換 43,000阿尼，2002年阿富汗伊斯蘭共和國成立後發行了第一套郵票，紀念遇刺領袖馬蘇德，一枚郵票面值高達14000尼。2002年10月7日，阿富汗過渡政府發行新幣阿尼，新鈔是在德國印板，再將新鈔運至喀布爾，新幣阿尼兌換美元是43比1，2003年金融趨於稳定，這一年发行“大国民议会”和“先知穆罕默德降生”兩種郵票，面值分别是20尼和10尼。
2021年阿富汗伊斯兰酋长国重建后，该国的海外资产被冻结。 国际货币基金组织在8月份阻止了4.5亿美元的释放。随后，阿富汗尼的价值下跌。伊斯兰酋长国政府已禁止所有外币，以鼓励使用阿富汗尼作为国家货币。2023年第三季度，阿富汗尼升至全球表现最佳的货币，兑美元汇率上涨超过9% 。

## 流通中的貨幣

### 硬幣

現在流通的 3 種阿富汗尼硬幣。

- 1 阿富汗尼
  - 正面：阿富汗國徽
  - 背面：面值、年份
- 2 阿富汗尼
  - 正面：阿富汗國徽
  - 背面：面值、年份
- 5 阿富汗尼
  - 正面：阿富汗國徽
  - 背面：面值、年份

### 紙幣

#### 2008年

2002 年開始使用的紙幣，包括了2008年系列，新增了防偽特徵。

新增防偽特徵。
- 100 阿富汗尼
  - 正面：布爾·卡薩提清真寺
  - 背面：博斯特拱門
- 500 阿富汗尼
  - 正面：卡華沙·阿杜拉·雅沙尼清真寺
  - 背面：坎大哈國際機場
- 1,000 阿富汗尼
  - 正面：位於馬扎里沙里夫的神殿
  - 背面：艾哈邁德沙·杜蘭尼的陵墓

#### 2002年
- 1 阿富汗尼
  - 正面：銀行紋章
  - 背面：一所位於馬扎里沙里夫的清真寺
- 2 阿富汗尼
  - 正面：銀行紋章
  - 背面：帕格曼花園
- 5 阿富汗尼
  - 正面：銀行紋章
  - 背面：巴拉希薩爾堡壘
- 10 阿富汗尼
  - 正面：艾哈邁德沙·杜蘭尼的陵墓
  - 背面：帕格曼花園
- 20 阿富汗尼
  - 正面：加茲尼的馬哈茂德的陵墓
  - 背面：一所國王宮殿
- 50 阿富汗尼
  - 正面：沙杜·沙梅拿清真寺
  - 背面：薩朗山口
- 100 阿富汗尼
  - 正面：布爾·卡薩提清真寺
  - 背面：博斯特拱門
- 500 阿富汗尼
  - 正面：卡華沙·阿杜拉·雅沙尼清真寺
  - 背面：坎大哈國際機場
- 1,000 阿富汗尼
  - 正面：位於馬扎里沙里夫的神殿
  - 背面：艾哈邁德沙·杜蘭尼的陵墓

#### 1979年

阿富汗在1979年使用的紙幣系列。

- 10 阿富汗尼
  - 正面：
  - 背面：
- 20 阿富汗尼
  - 正面：
  - 背面：
- 50 阿富汗尼
  - 正面：
  - 背面：
- 100 阿富汗尼
  - 正面：
  - 背面：
- 500 阿富汗尼（紫、啡）
  - 正面：
  - 背面：
- 1,000 阿富汗尼
  - 正面：馬扎里沙里夫清真寺
  - 背面：凱旋門
- 5,000 阿富汗尼
  - 正面：
  - 背面：
- 10,000 阿富汗尼（藍、綠）
  - 正面：
  - 背面：

#### 1973年

阿富汗在1973年發行的紙幣系列。

- 10 阿富汗尼
  - 正面：
  - 背面：
- 20 阿富汗尼
  - 正面：
  - 背面：
- 50 阿富汗尼
  - 正面：
  - 背面：
- 100 阿富汗尼
  - 正面：
  - 背面：
- 500 阿富汗尼（藍、橙）
  - 正面：
  - 背面：
- 1,000 阿富汗尼
  - 正面：
  - 背面：

## 幣值換算
- 1美元 = 43,000阿富汗尼（2002年）
- 1新阿富汗尼 = 1000舊阿富汗尼

| 阿富汗尼 | 阿富汗尼       |
| 對換日期 | 美金對阿富汗尼 |
| -------- | -------------- |
| 1940     | 13             |
| 1947     | 13.44          |
| 1948     | 14.17          |
| 1949     | 16.8           |
| 1956     | 20             |
| 1963     | 45             |
| 1982     | 50.6           |

## 外部連結
- 阿富汗尼紙幣介紹[永久]